# Bertrand de Beauvau
Pour les articles homonymes, voir Beauvau.

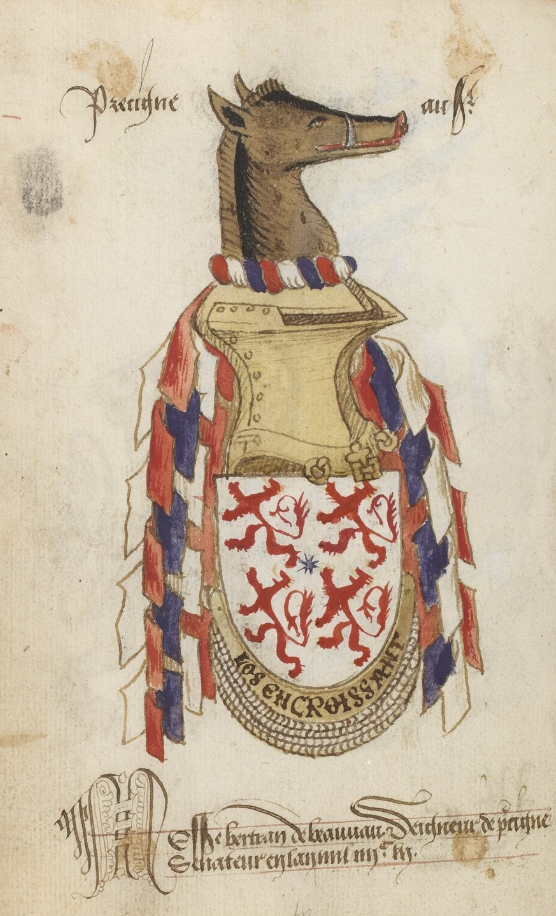
Armoiries de Bertrand de Beauvau (Statuts de l'Ordre du Croissant)

Bertrand de Beauvau, seigneur de Pressigny (par achat vers 1454), de Sillé-le-Guillaume et de Briançon (1382 - 30 septembre 1474) est un diplomate et homme d'État français.

## Biographie
Il est le fils cadet de Jean III de Beauvau et de Jeanne de Tigny (Tigné depuis 1793). Il a un frère aîné, Pierre Ier de Beauvau (vers 1380-1435) qui a épousé en 1409 Jeanne de Craon (d'où les Beauvau-Craon).
Il commença sa carrière au service de Louis II d'Anjou. Ses actes militaires, sa carrière de diplomate et de créancier à la cour des ducs d'Anjou, à savoir Louis III d'Anjou et René Ier d'Anjou, et enfin des rois, Charles VII de France et Louis XI de France, lui permirent d'amasser une fortune considérable. Il fut aussi sénéchal d'Anjou, premier président laïc de la Chambre des comptes de Paris et sénateur de l'Ordre du Croissant. Louis III lui donne le 24 novembre 1432 Précigné et Louailles, sur la châtellenie de Sablé.
Grand ami de Jacques Cœur et de René d'Anjou, roi de Naples-Sicile, duc de Bar, de Lorraine et comte de Provence, Bertrand de Beauvau, réputé amateur d'art, fait construire plusieurs châteaux, comme Ternay et Pimpéan, dont les chapelles possèdent des décors remarquables : Pimpéan avec des peintures murales et Ternay dont les arcs de voûte est les parois verticales sont entièrement sculptées. Il a fait créneler et fortifier le château de Tigné qui appartenait depuis 1446 à son père, Jean de Beauvau, marié avec Jeanne de Tigné (vers 1355-après 1392), par don de Jean de Tigné (†1356) enregistré au parlement de Paris en 1446. À partir de 1453, il acquiert la seigneurie de Mognéville en Barrois.
En 1462, Louis XI le chargea d'aller près le duc de Milan Sforza, en tant qu'ambassadeur, avec Charles Ier d'Amboise et François Royer. 
Il fut le grand bienfaiteur du couvent des Augustins d'Angers dont il fut à l'origine de la chapelle construite en 1468 sur son initiative. Il a fait son testament le 10 février 1468.

## Armoiries

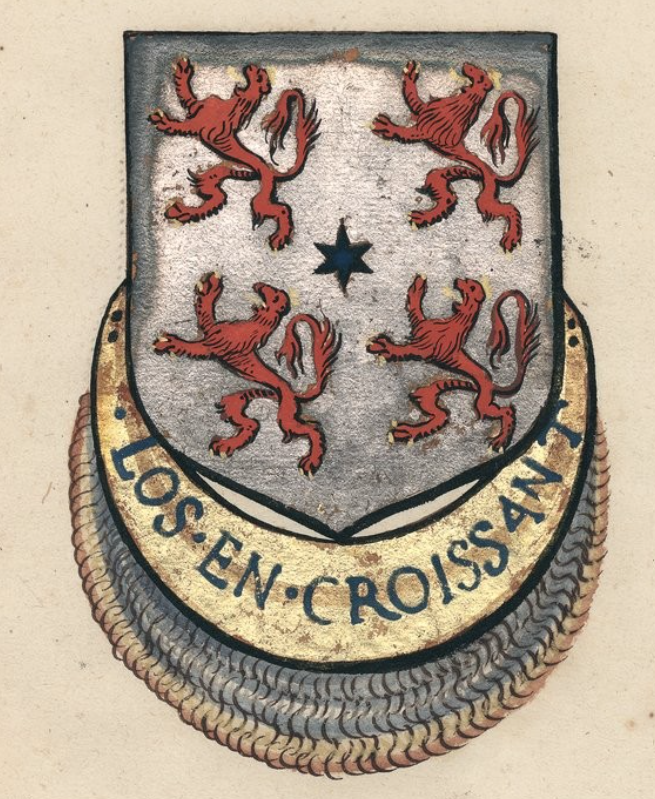
Armoiries des chevaliers de l'ordre du Croissant

Ses armes sont d'argent à quatre lions de gueules couronnés et lampassés d'or, une étoile d'azur en abîme.

## Famille
Il s'est marié quatre fois, avec, successivement :
- vers 1420, Jeanne de La Tour-Landry, dont il eut :
  - Antoine de Beauvau, seigneur de Pressigny et de Sillé-le-Guillaume, fut un fidèle serviteur du roi René : postérité ;
  - Jean de Beauvau (1425-1479), évêque d'Angers de 1447 à 1463 ;
  - Catherine de Beauvau (1430-1496), mariée à Philippe l'Aîné de Lenoncourt, seigneur de Gondrecourt ;
  - Charlotte de Beauvau (†1493), mariée à Yves ou Yvon de Scépeaux, puis avec Jean Rabaud ;
  - Marguerite de Beauvau, mariée à X de Magneville.
- en 1437, Françoise de Brézé, sœur de Pierre II, pour laquelle il fit construire le Château de Ternay en 1439 :
  - Jean ;
  - Jacques de Beauvau, marié à Hardouine de Montmorency-Laval (morte vers 1515) ;
  - Charles de Beauvau (mort en 1508), seigneur de Tigny/Tigné et de Passavant ;
  - Bertrand de Beauvau (mort en 1458), seigneur de Saint-Laurent-des-Mortiers ;
  - Pierre de Beauvau ;
  - Isabelle de Beauvau (morte à Loudun en 1513), mariée en 1459 à Pierre de La Jaille (1419-1483), seigneur de la Roche-Talbot ;
  - Mathurine de Beauvau ;
  - Charlotte de Beauvau ;
  - Catherine de Beauvau, mariée à Charles de Maillé, seigneur de Crevant, Negron, Chezelles, La Rouardière, La Roche-Bourdeuil ;
- en 1456, Odette du Chatelet, dont il a : 
  - Jean ;
  - Guyonne de Beauvau (morte en 1516), dame de Précigné, mariée en 1478 à René Ier de Montmorency-Laval, seigneur de Bois-Dauphin (à Précigné) ;
  - René de Beauvau, baron de Moineville, † avant 1510, marié à Jacqueline du Moulin (fille de Jean du Moulin et petite-fille paternelle de la capétienne Marie, fille de Pierre II de Courtenay-Champignelles et d'Agnès de Melun de La Borde-le-Vicomte d'Esprennes-en-Brie/les Esprunes ; ladite Marie de Courtenay fut l'épouse de Guillaume de La Grange puis de Denis du Moulin, ensuite évêque de Paris en 1439-1447 et cardinal en 1440) : d'où leur fils Claude de Beauvau, † vers 1542/1544, x Marguerite d'Haussonville. Catherine de Beauvau, la fille de Claude et Marguerite, épouse Jacques de Clermont d'Amboise.
- en 1467, Blanche d'Anjou (1438-1470) (fille naturelle du roi René).

Il fut quatre fois veuf. Ses trois premières épouses décèdent toutes de la même façon : en mettant au monde leur enfant. Il eut 17 enfants de ses trois premiers mariages.